# Samsara (álbum)
Samsara es un álbum en vivo de la banda argentina de rock Airbag. El álbum fue lanzado el 3 de diciembre de 2012. Compuesto por un CD y DVD, Samsara encapsula la presentación oficial de la Vorágine (2011) y su regreso a los escenarios con su público en Buenos Aires, que tuvo lugar en el Teatro Gran Rex en la misma ciudad, el 7 de diciembre de 2011. La gira promocionaba Vorágine y volvían a realizar una gira después de dos años. 
En el disco están presente todos los temas de Vorágine y algunos clásicos de los restantes discos. El primer corte de difusión fue «Cae el sol», publicado el 12 de diciembre de 2012, que había sido el último sencillo del disco meses anteriores. El bonus track y último track del disco "El amor es más fuerte" fue grabado en vivo en el Teatro Vorterix en noviembre de 2012.

## Lista de canciones
Todas las canciones escritas y compuestas por Patricio Sardelli, Guido Armido Sardelli y Gastón Sardelli, excepto donde se indique. 
| CD    |                                       |              |          |  |
| N.º   | Título                                | Escritor(es) | Duración |  |
| 1.    | «Tu locura»                           |              | 4:07     |  |
| 2.    | «Dónde vas (Viaje nocturno)»          |              | 3:53     |  |
| 3.    | «Cadenas»                             |              | 4:18     |  |
| 4.    | «La partida de la gitana (Si te vas)» |              | 3:47     |  |
| 5.    | «Cae el sol»                          |              | 4:44     |  |
| 6.    | «Bajos instintos»                     |              | 5:00     |  |
| 7.    | «Solo aquí»                           |              | 4:08     |  |
| 8.    | «Mecanismos de control»               |              | 4:18     |  |
| 9.    | «Estado salvaje»                      |              | 3:51     |  |
| 10.   | «Diez días después»                   |              | 4:36     |  |
| 11.   | «Una hora a Tokyo»                    |              | 4:59     |  |
| 12.   | «Mi sensación»                        |              | 4:12     |  |
| 13.   | «Otoño del 82»                        |              | 4:50     |  |
| 14.   | «El amor es más fuerte»               | Tanguito     | 2:52     |  |
| 62:21 |                                       |              |          |  |

## Samsara (DVD)
En el 2012 se editó solamente la versión CD + DVD, el cual el DVD estaba compuesto por 16 temas (con más temas que el CD de audio) y como bonus track un documental del show y de la grabación de Vorágine (disco que estaban presentando en este show). En el show se tocaron todos los temas de Vorágine y algunos clásicos de los restantes discos. Sin embargo, los siguientes temas tocados en el concierto quedaron fuera del disco: "Ella no está", "Blues" (del disco "Una hora a Tokyo), "Amor de verano", "Mi razón" (del disco "Blanco y negro) y "No puedo olvidarte" (del disco "Airbag"). La canción "Una hora a Tokyo" fue filmada en La Trastienda Club en febrero de 2012.

Todas las canciones escritas y compuestas por Patricio Sardelli, Guido Sardelli y Gastón Sardelli, excepto donde se indiqui. 
| N.º     | Título                                               | Duración |  |
| 1.      | «Revolución» (Una hora a Tokyo, 2008)                | 3:49     |  |
| 2.      | «Dónde vas (Viaje nocturno)» (Vorágine, 2011)        | 4:47     |  |
| 3.      | «Cadenas» (Vorágine, 2011)                           | 4:18     |  |
| 4.      | «Una hora a Tokyo» (Una hora a Tokyo, 2008)          | 4:59     |  |
| 5.      | «Tu nombre» (Vorágine, 2011)                         | 4:07     |  |
| 6.      | «Noches de abril» (Una hora a Tokyo, 2008)           | 5:09     |  |
| 7.      | «Mecanismos de control» (Vorágine, 2011)             | 4:07     |  |
| 8.      | «La partida de la gitana (Si te vas)» (Airbag, 2004) | 3:47     |  |
| 9.      | «Encerrada en el placard» (Vorágine, 2011)           | 4:56     |  |
| 10.     | «Cae el sol» (Vorágine, 2011)                        | 4:44     |  |
| 11.     | «Bajos instintos» (Vorágine, 2011)                   | 5:50     |  |
| 12.     | «Diez días después» (Vorágine, 2011)                 | 4:36     |  |
| 13.     | «Mi sensación» (Una hora a Tokyo, 2008)              | 4:12     |  |
| 14.     | «Otoño del 82» (Vorágine, 2011)                      | 4:50     |  |
| 15.     | «Estado salvaje» (Vorágine, 2011)                    | 3:51     |  |
| 16.     | «Solo aquí» (Airbag, 2004)                           | 4:08     |  |
| 1:10:34 |                                                      |          |  |

El DVD contiene además los siguientes extras:
- Documental del show.
- Documental del disco Vorágine.

## Músicos
Airbag
- Patricio Sardelli - voz, guitarra, piano, guitarra acústica.
- Guido Sardelli - voz, guitarra, piano.
- Gastón Sardelli - bajo, coros.

Músicos invitados
- Federico Casañas - batería.
- José Luis Berrone - teclados y programaciones.

Créditos
- Airbag - producción.
- Facundo Berisso - filmación y edición.
- Lucia Cigoj - producción.
- Guido Adler - fotos.
- Alan Pucheu - arte y diseño.
- Carlos Capacho - coordinación general.
- Sofía Bahl - asistencia.
- Marcelo Figoli - producción ejecutiva.
- Fenix Entertainment Group - managment general.

Mezclado en El Oráculo, Buenos Aires, Argentina.